# Los Caños de Meca
Los Caños de Meca is een gehucht in de gemeente Barbate in de Spaanse provincie Cádiz (provincie) (autonome regio Andalusië). Het is vooral bekend door het nabije strand en de nabij uitgevochten Slag bij Trafalgar.
- Virtual International Authority File: 247361217